# Corno Grande
Corno Grande (Marele Pisc) este vârful cel mai înalt din munții Gran Sasso, lanțul Apeninilor centrali. Piscul are trei vârfuri: Occidentale (2912 m), Centrale (2893 m) și Orientale (2903 m). La nord se află așa numitul amfiteatru (italiană anfiteatro) unde se află Ghiacciaio del Calderone (ghețarul Calderone), ghețarul cel mai sudic din Europa. Cea mai folosită rută turistică spre ghețar „via normale” este peste platoul Campo Imperatore, pe când ruta cea mai dificilă, „via direttissima”, destinată celor antrenați, este pe versantul sudic a lui Corno Grande.